# Edwin Vásquez
Edwin Gonzalo Vásquez Cam, né le 28 juillet 1922 à Lima au Pérou et mort dans la même ville le 9 mars 1993, est un tireur sportif péruvien.
Aux Jeux bolivariens de 1947, il remporte 4 titres. L'année suivante aux Jeux olympiques de Londres, il gagne l'épreuve du pistolet à 50 mètres. Ce titre olympique est le seul remporté par le Pérou dans son histoire olympique. Vásquez ne peut défendre son titre aux Jeux suivants car le dictateur Manuel A. Odría refuse d'envoyer une délégation à Helsinki.
Aux premiers Jeux panaméricains de 1951, il remporte le titre du pistolet à 50 mètres.